# 세계 축구 엘로 평점
세계 축구 엘로 평점(World Football Elo Ratings)은 웹사이트 eloratings.net에서 발행하는 남자 축구 국가대표팀 순위 시스템이다. 이 시스템은 엘로 평점 시스템을 기반으로 하지만, 승리 마진, 경기의 중요성, 홈 경기 이점 등 다양한 축구 특유의 변수를 고려하도록 수정되었다. 엘로 평점 시스템의 다른 구현도 가능하며, 축구 팀에 대한 단일하거나 공식적인 엘로 순위는 없다.
엘로 평점이 개발된 이후, 축구 경기 예측에서 가장 높은 예측력을 가지고 있는 것으로 밝혀졌다. FIFA의 공식 순위(남자 FIFA 랭킹과 FIFA 여자 랭킹 모두)는 수정된 엘로 공식을 기반으로 하며, 남자 순위는 2018년 6월부터 FIFA 자체 시스템에서 변경되었다.

## 역사 및 개요
헝가리계 미국인 수학자 아르파드 엘로가 개발한 엘로 시스템은 국제 체스 연맹인 국제 체스 연맹에서 체스 선수를 평가하고, 유럽 바둑 연맹에서 바둑 선수를 평가하는 데 사용된다. 1997년, 밥 러년은 엘로 평점 시스템을 국제 축구에 적용하여 인터넷에 결과를 게시했다. 그는 또한 현재 키릴 불리긴이 관리하는 세계 축구 엘로 평점 웹사이트의 첫 번째 관리자였다. 엘로 평점 시스템의 다른 구현도 가능하다.
엘로 시스템이 축구에 적용될 때에는 경기 종류에 대한 가중치, 홈 팀 이점에 대한 조정, 경기 결과의 골 득실차에 대한 조정을 추가하였다. 이 평점 시스템은 결과를 참고 할수 있는 모든 공식 국제경기를 고려하였다. 30경기 이상이 누적되었을 때, 평점 시스템이 경쟁팀과 비교한 상대적 강함을 잘 측정하였다. 30경기 미만 팀의 엘로 평점은 잠정적인 것으로 간주된다.

### 다른 시스템과의 비교
2009년 8가지 방법을 비교한 연구에 따르면 아래에 설명된 엘로 평점 시스템의 구현이 축구 경기에서 가장 높은 예측력을 가졌으며, 남자 FIFA 랭킹 방식(2006-2018 시스템)은 저조한 성능을 보였다.
FIFA 랭킹은 국제 축구 연맹이 사용하는 공식 국가대표팀 평점 시스템이다. FIFA 여자 랭킹 시스템은 2003년부터 수정된 엘로 공식을 사용했다. 2018년 6월, FIFA 랭킹도 기존 FIFA 평점 포인트를 기반으로 엘로 기반 랭킹으로 전환되었다. 세계 축구 엘로 평점과 새로운 남자 FIFA 평점 시스템의 주요 차이점은 후자는 골 득실을 고려하지 않고 승부차기를 무승부 (두 방법 모두 정규 시간 승리 또는 연장전 승리 구별하지 않음)가 아닌 승패로 간주한다는 점이다.

## 같이 보기
- 엘로 평점 시스템